# Marcón (Pontevedra)
Marcón es una parroquia rural del municipio español de Pontevedra, en la provincia del mismo nombre.

## Población
Según los datos de la INE en el 2000 había 2169 habitantes en esta parroquia de los cuales 1050 eran varones y 1119 eran mujeres. En el 2008 esa población se incrementó un 1,98%, ya que había una población total de 2212 habitantes, de los cuales 1055 eran varones y 1157 mujeres.

## Lugares de interés
Al pie del monte de la Fracha (545m), famosas por las fuentes de aguas medicinales (fuente de los bañitos). Se sitúa la parroquia de Marcón, que en su época perteneció al entonces ayuntamiento de Mourente. Limita con Canicouva, Tomeza, Bora, y Mourente.
La iglesia parroquial de Marcón, la casa rectoral y la puente del Couto son muestras más destacadas de su patrimonio monumental.
En esta parroquia está situado el polígono industrial del Campiño, lindando con el vecino ayuntamiento de Ponte Caldelas.

## Lugares
Albeiro - A Barcia - A Cardosa - A Ermida - Marcón - Pazos - Pedra do Lagarto - Peralba - Pintos - Ría de Abaixo - Ría de Arriba - Carracedo - Valadares - Vilafranca

## Fiestas
Cada primer fin de semana de septiembre se celebran las fiestas en honor a la Virgen del Rosario y de los Dolores.
La parroquia también celebra las fiestas en honor a su patrón San Miguel los días 29, 30 de septiembre y 1 de octubre. 
Hay una fiesta gastronómica que goza cada vez de más fama, es la Festa da Fabada que se celebra todos los años en el mes de abril y es organizada por el equipo de fútbol del Marcón Atl.